# Carl Carl
Carl Carl, pseudonimo di Karl Andreas von Bernbrunn (Cracovia, 7 novembre 1787 – Bad Ischl, 14 agosto 1854), è stato un attore teatrale, commediografo e direttore teatrale austriaco.

## Biografia
Carl Carl nacque a Cracovia il 7 novembre 1787.
Carl Carl debuttò nel 1810 al Teatro in Josefstadt a Vienna, in seguito si recò a Monaco di Baviera, dove si esibì con successo all'Hoftheater, ed affittò l'Isartortheater.
Ritornato a Vienna nel 1826, diresse il Theater an der Wien nel 1827 e lo gestì fino al 1845.
Nel 1838 acquisì il Theater in der Leopoldstadt. Tale struttura venne parzialmente demolita per essere riadattata sulla base di un progetto stilato dagli architetti August Sicard von Sicardsburg e Eduard van der Nüll. Il nuovo teatro aprì nel 1847 con il nome di Carltheater.
Carl Carl possedeva abilità amministrative, oltre che capacità recitative come attore, inoltre si mise in evidenza scrivendo farse incentrate sulla figura di Staberl, creata da Adolf Bäuerle, che diventò una figura popolare, grazie al successo di opere quali Staberl in Floribus.
Utilizzando e valorizzando autori come Johann Nestroy e Bauerle, offrì al pubblico rappresentazioni popolaresche di grande effetto e di comicità gradevole e gustosa.
Carl Carl morì a Bad Ischl il 14 agosto 1854.
Sua moglie Margarethe Bernbrunn (1788-1861) fu cantante lirica bavarese, poi attrice e lavorò a Vienna come traduttrice di opere francesi.